# Cerbalus aravaensis
Cerbalus aravaensis  (лат.) — вид аранеоморфных пауков из семейства Sparassidae, найденный в 2003 году в пустынных дюнах Аравы на юге Израиля и Иордании. Размах ног может достигать 14 сантиметров. Длина тела самок около 3 см, самцы немного меньше. Карапакс песочного, светло-серого или желтоватого цвета густо покрыт волосками. Брюшко кремового цвета без рисунка.
Пауки активны в основном летом и только ночью, скрываясь днём в различных укрытиях.